# DBUs Landspokalturnering 2020-2021
La DBUs Landspokalturnering 2020-2021 è stata la 67ª edizione della coppa danese di calcio, iniziata il 1º settembre 2020 e terminata il 13 maggio 2021. Il Randers ha conquistato il trofeo per la quinta volta nella sua storia.

## Primo turno
Partecipano 92 squadre provenienti dai livelli inferiori del campionato danese di calcio.
| Squadra 1           | Risultato       | Squadra 2       |
| ------------------- | --------------- | --------------- |
| 1º settembre 2020   |                 |                 |
| Glamsbjerg          | 0 - 8           | Esbjerg         |
| Aalborg Freja       | 0 - 4           | VSK Aarhus      |
| B 1908              | 1 - 3           | Fremad Amager   |
| Bronderslev         | 0 - 4           | Brabrand        |
| Frederikssund       | 1 - 4           | Næstved         |
| Ishøj               | 1 - 2 (dts)     | AB              |
| Ringsted            | 3 - 0           | Vordingborg     |
| Sydvest             | 2 - 0           | Fredericia      |
| Vanløse             | 1 - 2 (dts)     | Hillerød        |
| Allerød             | 3 - 1           | BK Union        |
| Skjold Birkerød     | 1 - 0           | Avedøre         |
| Djursland           | 0 - 7           | Skive           |
| Egebjerg            | 0 - 2           | Kolding IF      |
| FK Utopia           | 1 - 1 (6-5 dtr) | Bogense         |
| Højslev IF          | 0 - 4           | Viby            |
| Nordfalster         | 1 - 3           | Ledøje-Smørum   |
| Ringkøbing          | 0 - 2           | Vendsyssel      |
| Sædding/Guldager    | 0 - 1           | Kolding BK      |
| Sakskobing          | 1 - 6           | Roskilde        |
| Morso               | 0 - 9           | Viborg          |
| Skjold              | 1 - 1 (5-6 dtr) | Roskilde KFUM's |
| Nakskov             | 0 - 3           | Nykøbing        |
| Brønshøj            | 2 - 1           | Frem            |
| Gentofte-Vangede    | 1 - 2 (dts)     | Avarta          |
| Skovshoved          | 1 - 0 (dts)     | Hellerup        |
| ASA Aarhus          | 4 - 0           | Aalborg Chang   |
| 2 settembre 2020    |                 |                 |
| Lyseng              | 0 - 7           | Hobro           |
| Bispebjerg          | 3 - 2           | Helsingør       |
| ESPM                | 2 - 5           | Solrod FC       |
| Fjordager           | 1 - 2           | Hedensted       |
| Kjellerup           | 3 - 0           | Thisted         |
| RIK                 | w/o             | B.93            |
| Boldklubben Rødovre | 2 - 4           | Graesrödderne   |
| FIUK Odense         | 0 - 7           | Næsby           |
| Glostrup            | 0 - 2           | Hvidovre        |
| Lojt                | 0 - 2           | Grindsted       |
| Otterup             | 2 - 3           | Middelfart      |
| Skanderborg         | 1 - 1 (2-4 dtr) | OKS Odense      |
| Helsted             | 0 - 1           | Holstebro       |
| Slagelse            | 2 - 1 (dts)     | Dalum           |
| 3 settembre 2020    |                 |                 |
| St. Restrup         | 0 - 5           | Silkeborg       |
| Susa                | 1 - 2           | Holbæk          |
| 8 settembre 2020    |                 |                 |
| Hundested IK        | 0 - 3           | BSF             |
| Vejgaard            | 0 - 2           | Jammerbugt      |
| Vatanspor           | 1 - 5           | Aarhus Fremad   |
| 23 settembre 2020   |                 |                 |
| FA 2000             | 0 - 3           | HB Køge         |

## Secondo turno
Partecipano le 46 squadre vincenti il primo turno e 6 squadre dalla 3F Superliga.
| Squadra 1       | Risultato       | Squadra 2     |
| --------------- | --------------- | ------------- |
| 6 ottobre 2020  |                 |               |
| Skjold Birkerød | 0 - 6           | Nykøbing      |
| Bispebjerg      | 0 - 4           | HB Køge       |
| Hedensted       | 3 - 1 (dts)     | Viborg        |
| Kjellerup       | 2 - 4           | Brabrand      |
| Ledøje-Smørum   | 2 - 1           | Roskilde      |
| Ringsted        | 2 - 3 (dts)     | Avarta        |
| Solrod FC       | 0 - 3           | B.93          |
| Sydvest         | 1 - 4           | Randers       |
| Viby            | 1 - 2           | Skive         |
| Jammerbugt      | 2 - 1           | Middelfart    |
| 7 ottobre 2020  |                 |               |
| Aarhus Fremad   | 5 - 0           | Vendsyssel    |
| Allerød         | 1 - 2 (dts)     | AB            |
| FK Utopia       | 0 - 5           | Kolding IF    |
| Grindsted       | 1 - 2           | ASA Aarhus    |
| Hillerød        | 1 - 2           | Odense        |
| Roskilde KFUM's | 0 - 2           | Hvidovre      |
| Kolding BK      | 0 - 4           | Holstebro     |
| Næsby           | 0 - 3           | Horsens       |
| OKS Odense      | 1 - 2           | VSK Aarhus    |
| Brønshøj        | 4 - 5 (dts)     | Lyngby        |
| Holbæk          | 0 - 3           | Fremad Amager |
| Slagelse        | 2 - 0           | Skovshoved    |
| Hobro           | 0 - 3           | Vejle         |
| 8 ottobre 2020  |                 |               |
| Graesrödderne   | 1 - 5           | Nordsjælland  |
| Esbjerg         | 2 - 1           | Silkeborg     |
| 13 ottobre 2020 |                 |               |
| BSF             | 0 - 0 (4-3 dtr) | Næstved       |

## Terzo turno
Partecipano le 26 squadre vincenti il secondo turno e le 6 squadre migliori classificate dalla Superligaen 2019-2020.
| Squadra 1        | Risultato       | Squadra 2     |
| ---------------- | --------------- | ------------- |
| 4 novembre 2020  |                 |               |
| Avarta           | 1 - 2           | Copenaghen    |
| 5 novembre 2020  |                 |               |
| Ledøje-Smørum    | 0 - 1           | Brøndby       |
| 10 novembre 2020 |                 |               |
| Aarhus Fremad    | 1 - 3           | Randers       |
| ASA Aarhus       | 1 - 4           | B.93          |
| 11 novembre 2020 |                 |               |
| BSF              | 0 - 3           | Odense        |
| Hedensted        | 1 - 5           | Fremad Amager |
| Skive            | 0 - 1           | SønderjyskE   |
| HB Køge          | 0 - 1           | Midtjylland   |
| AB               | 1 - 2           | Aalborg       |
| Brabrand         | 2 - 2 (2-4 dtr) | Vejle         |
| Nykøbing         | 1 - 0           | Esbjerg       |
| Slagelse         | 0 - 9           | Lyngby        |
| VSK Aarhus       | 2 - 4           | Horsens       |
| 12 novembre 2020 |                 |               |
| Kolding IF       | 3 - 3 (3-4 dtr) | Aarhus        |
| Hvidovre         | 2 - 0           | Nordsjælland  |
| 2 dicembre 2020  |                 |               |
| Jammerbugt       | 3 - 4           | Holstebro     |

## Ottavi di finale
| Squadra 1        | Risultato       | Squadra 2   |
| ---------------- | --------------- | ----------- |
| 8 dicembre 2020  |                 |             |
| B.93             | 1 - 0           | Aalborg     |
| 9 dicembre 2020  |                 |             |
| Nykøbing         | 0 - 3           | Odense      |
| 15 dicembre 2020 |                 |             |
| Hvidovre         | 2 - 3           | Vejle       |
| Holstebro        | 1 - 3           | Randers     |
| 16 dicembre 2020 |                 |             |
| SønderjyskE      | 2 - 1 (dts)     | Lyngby      |
| Aarhus           | 1 - 0           | Horsens     |
| 17 dicembre 2020 |                 |             |
| Fremad Amager    | 2 - 1 (dts)     | Brøndby     |
| Copenaghen       | 1 - 1 (5-6 dtr) | Midtjylland |

## Quarti di finale
| Squadra 1                        | Totale | Squadra 2   | Andata | Ritorno |
| -------------------------------- | ------ | ----------- | ------ | ------- |
| 10 febbraio 2021 / 11 marzo 2021 |        |             |        |         |
| Fremad Amager                    | 2 - 6  | SønderjyskE | 1 - 2  | 1 - 4   |
| Aarhus                           | 4 - 3  | B.93        | 3 - 1  | 1 - 2   |
| 11 febbraio 2021 / 10 marzo 2021 |        |             |        |         |
| Odense                           | 1 - 5  | Midtjylland | 1 - 2  | 0 - 3   |
| Vejle                            | 1 - 3  | Randers     | 0 - 0  | 1 - 3   |

## Semifinali
| Squadra 1                      | Totale | Squadra 2   | Andata | Ritorno |
| ------------------------------ | ------ | ----------- | ------ | ------- |
| 8 aprile 2021 / 15 aprile 2021 |        |             |        |         |
| Midtjylland                    | 2 - 3  | SønderjyskE | 1 - 0  | 1 - 3   |
| Aarhus                         | 1 - 3  | Randers     | 0 - 2  | 1 - 1   |

## Finale
| Arbitro: | Morten Krogh |

|                                       |           |  |
| Marxen 2’ Greve 7’, 81’ Piesinger 53’ | Marcatori |  |